# Friederike (Vorname)
Friederike ist ein deutscher weiblicher Vorname. Die männliche Form des Vornamens ist Friedrich.

## Herkunft und Bedeutung
Friederike ist die weibliche Form des aus dem Althochdeutschen stammenden, männlichen Vornamens Friedrich und setzt sich aus den Silben frid=„Frieden“ und ric=„reich“ zusammen. Daher bedeutet der Name so viel wie „Die Friedensreiche“ bzw. „Friedensfürstin“.
Dem Namen wird auch die Bedeutung: „mächtiger Beschützer“ zugeordnet:
fridu = der Friede, der Schutz, die Sicherheit (Althochdeutsch) rihhi = reich, mächtig, die Macht, die Herrschaft, der Herrscher (Althochdeutsch)

## Namenstag
Der 3. März sowie der 18. Juli ist der Namenstag von Friedrich und damit auch von Friederike.

## Verwandte Namensformen
- deutsch: Friederika, Frieda, Frida, Rika, Rike, Rieke, Riki, Ricky, Friedi, Friedie, Frieke, Frika, Fricka, Friedel, Fritzi, Frizzi, Frederike, Frederika, Tike, Freddy, Friede, Freddie, Fredi, Frede, Fredde;
  - friesisch: Fiete, Fita
  - niederdeutsch: Frederike, Fiete, Fita, Fidi
- englisch: Frederica
- italienisch: Federica
- rätoromanisch: Fadrica, Fadrina
- spanisch: Frederica, Federica
- französisch: Frédérique
- dänisch: Frederikke, Rikke

## Bekannte Namensträgerinnen
- Friederike Bognár (1840–1914), deutsche Schauspielerin
- Friederike Brion (1752–1813), Jugendliebe von Johann Wolfgang von Goethe; siehe dazu auch Friederike (Operette)
- Friederike Brun (1765–1835), deutsch-dänische Schriftstellerin
- Friederike Burger (1882–1971), Ehefrau des Journalisten Felix von Winternitz, danach erste Ehefrau des österreichischen Schriftstellers Stefan Zweig
- Friederike Ellmenreich (1775–1845), deutsche Schauspielerin und Schriftstellerin
- Friederike von Hannover und Cumberland (1848–1926), deutsche Adelige, Mitglied des Hauses Hannover
- Friederike von Hannover (1917–1981), Königin der Hellenen, Prinzessin von Hannover und Herzogin von Braunschweig-Lüneburg
- Friederike Kempner (1828–1904), deutsche Dichterin
- Friederike Kempter (* 1979), deutsche Schauspielerin
- Friederike Köhler-Geib (* 1978), deutsche Volkswirtin
- Friederike Mayröcker (1924–2021), österreichische Schriftstellerin
- Friederike Schier (* 1997), deutsche Politikerin (Volt)
- Friederike von Mecklenburg-Strelitz (1778–1841), Prinzessin von Preußen, Prinzessin zu Solms-Braunfels und Königin von Hannover.
- Friederike von Preußen (1767–1820), Herzogin von York und Albany
- Friederike von Reden (1774–1854), pietistische Wohltäterin
- Friederike von Sachsen-Gotha-Altenburg (1675–1709), durch Heirat Fürstin von Anhalt-Zerbst
- Friederike von Sachsen-Gotha-Altenburg (1715–1775), durch Heirat letzte Herzogin von Sachsen-Weißenfels
- Friederike von Schleswig-Holstein-Sonderburg-Glücksburg (1811–1902), letzte Herzogin von Anhalt-Bernburg
- Friederike Caroline Neuber (1697–1760), deutsche Schauspielerin und Mitgründerin des regelmäßigen Schauspiels
- Sophie Auguste Friederike von Anhalt-Zerbst-Dornburg (1729–1796), später Katharina II., oder Katharina die Große genannt

## Sonstige Bedeutung
- Friederike (Operette), ein Singspiel von Franz Lehár
- (538) Friederike, ein Asteroid
- Friederike (Schiff, 1905), ein britisches Frachtschiff, das 1918 als russisches Hilfsschiff fahrend selbstversenkt wurde
- Friederike (Schiff, 1929), ein Tanker der deutschen Marine im Zweiten Weltkrieg
- Friederike (Sturmtief), ein starker Sturm, der am 18. Januar 2018 über weite Teile Europas zog